# Az-Zughba
Az-Zughba (arab. الزغبة) – wieś w Syrii, w muhafazie Hama. W 2004 roku liczyła 758 mieszkańców.